# Country-Musik
| Geschichte der Country-Musik | Geschichte der Country-Musik |
| 1922                         | Erste Schallplattenaufnahmen |
| ---------------------------- | --- |
| 1924                         | Vernon Dalhart hat einen Nummer-eins-Hit mit The Prisoner’s Song                                                                                                  |
| Nov. 1925                    | Die Grand Ole Opry Show geht erstmals auf Sendung |
| Aug. 1927                    | Die Carter Family und Jimmie Rodgers, die ersten großen Stars, werden entdeckt                                                                                    |
| 1929                         | Die ersten Singing Cowboys im Film treten auf |
| um 1934                      | Bob Wills nimmt den ersten Western Swing Titel auf |
| um 1935                      | In Texas entsteht der Honky Tonk |
| 1940                         | Bill Monroe entwickelt den Bluegrass |
| Juni 1949                    | Hank Williams singt erstmals in der Grand Ole Opry |
| 1953                         | In Memphis, Tennessee, entsteht der Rockabilly |
| um 1955                      | Als Antwort auf den Rock ’n’ Roll wird der Nashville Sound kreiert                                                                                                |
| um 1968                      | Von Kalifornien ausgehend entwickelt sich der Country-Rock |
| ab 1970                      | Die Outlaw-Bewegung dominiert |
| ab 1980                      | Urban Cowboy – Die Country-Musik nähert sich der Popmusik an |
| ab 1985                      | Die Neo-Traditionalisten leiten eine Gegenbewegung ein |
| ab 1990                      | Mit New Country werden hohe Verkaufszahlen erreicht und der Alternative Country verbindet das Lebensgefühl einer punkgeprägten Generation mit Country-Traditionen |

Country-Musik, kurz auch Country [ˈkʌntri] genannt, ist eine aus den USA stammende Musikrichtung, die Anfang des 20. Jahrhunderts aus traditionellen Elementen der Volksmusik der europäischen Zuwanderervölker – insbesondere aus Irland und England – hervorging. Die ursprünglich in den südlichen Appalachen beheimatete Old-Time Music entwickelte sich durch urbane Einflüsse und Übernahme von Elementen anderer Musikgenres wie beispielsweise des Blues zur Country-Musik.
Der oft als Synonym gebrauchte Begriff Country & Western beziehungsweise C&W ist irreführend, da er suggeriert, dass es sich hierbei um ein einheitliches Genre handle. Der Begriff geht zurück auf eine Chart-Bezeichnung, unter der das amerikanische Billboard-Magazine in den 1940er Jahren Titel aus den Genres Country- und Western-Musik gemeinsam aufgelistet hat.
Die Geschichte der Country-Musik ist durch drei sich überschneidende Bewegungen geprägt:
- Die Traditionalisten befürworten eine Rückbesinnung auf die ursprünglichen textlichen und musikalischen Themen.
- Die Erneuerer experimentieren mit neuen Stilvarianten, Ausdrucksformen und Instrumenten.
- Die Kommerzorientierten suchen die Nähe zur Popmusik, um ein möglichst großes Publikum anzusprechen.

## Merkmale
Country-Songs sind typischerweise melodisch und harmonisch eher einfach. Der Songwriter Harlan Howard beschrieb die Musik in einem oft zitierten Bonmot als „three chords and the truth“ (drei Akkorde und die Wahrheit). Textlich überwiegen moralische oder patriotische Geschichten aus einer ländlichen bzw. kleinbürgerlichen Perspektive „aus dem Bermuda-Dreieck von Bar, Bett und Baseballplatz – der Blues der einfachen weißen Leute“. Sexuell anstößige oder sozialkritische Inhalte sind eher selten.
Beim traditionellen Country werden hauptsächlich Saiteninstrumente wie Gitarre, Banjo, Mandoline, Kontrabass oder Fiddle (eine einfache Geige), aber auch Akkordeon, Klavier oder Mundharmonika verwendet. Im zeitgenössischen Country kommen in Anlehnung an die Instrumentierung der Rockmusik Schlagzeug sowie Elektrogitarre und -Bass hinzu.

## Stilrichtungen
Die Country-Musik lässt sich in Stilrichtungen unterteilen, von denen einige über viele Jahrzehnte lang aktuell sind, andere dagegen nur regionale, ethnische oder zeitweise Bedeutung besitzen. Die ursprüngliche Country-Musik vor 1920 wird als Old-Time- oder Hillbilly-Musik bezeichnet, die ab den 1990er Jahren dominierende Musik als New Country.

### Die Hauptstilrichtungen

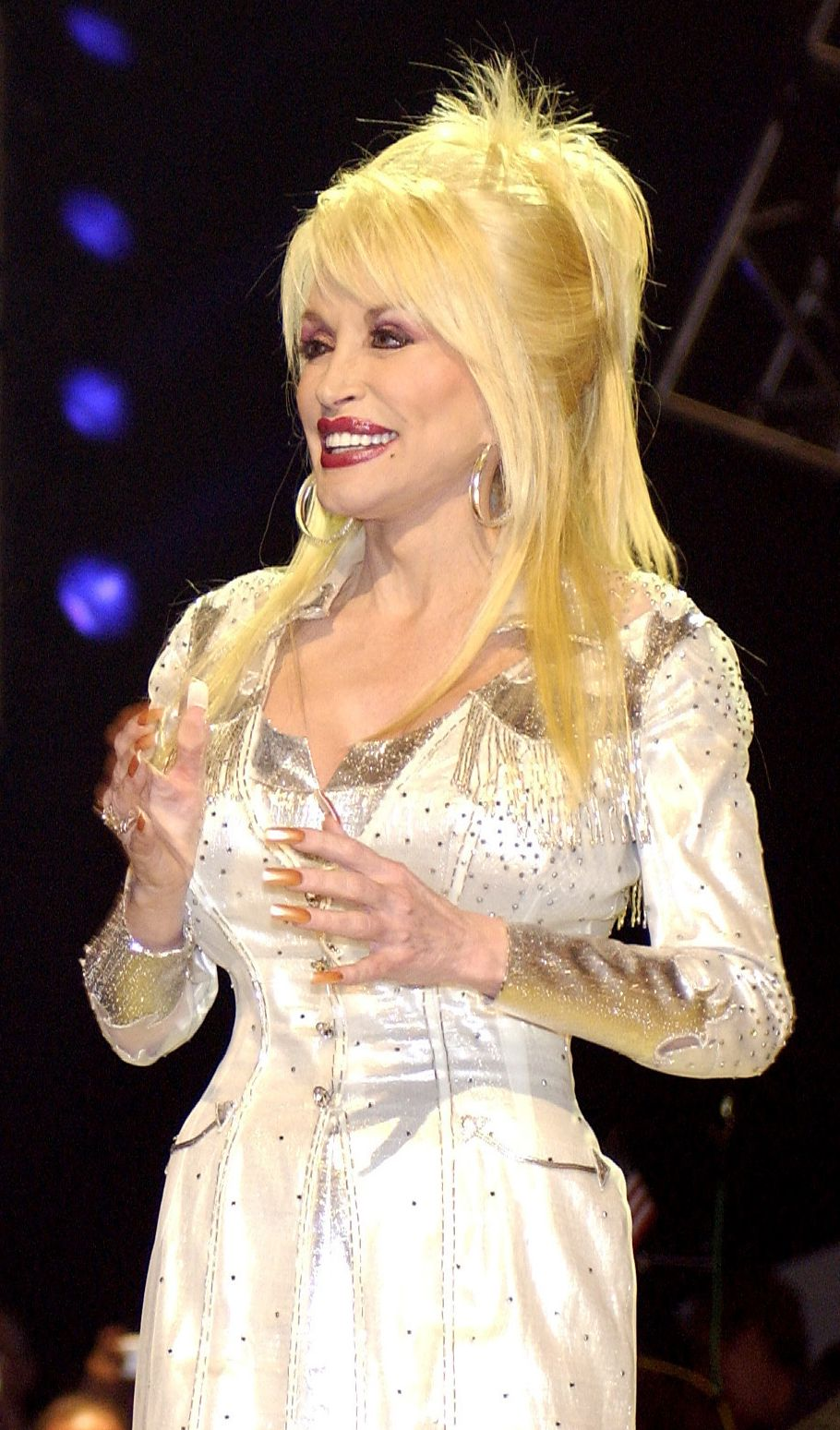
Dolly Parton

BluegrassDer Bluegrass wird hauptsächlich mit akustischen Instrumenten im 2/4-Takt gespielt. Charakteristisch sind die Virtuosität der Musiker, der mehrstimmige Satzgesang und die schnellen Instrumentalstücke. Die typische Instrumentierung dieser Richtung besteht aus Fiddle, Banjo, Mandoline, Kontrabass und Westerngitarre. Die ursprüngliche Heimat des Bluegrass sind die Appalachen im Südosten der USA, Kentucky galt lange als bedeutendes Zentrum. So bezeichnet man Bluegrass noch oft als „Mountain Music“ oder „Old-Time Music“, obwohl sich dieser Begriff eher auf die traditionelle Volksmusik der Appalachen bezieht, aus der der Bluegrass hervorging.
Der gebräuchliche Name geht auf die Blue Grass Boys zurück, die Band von Bill Monroe, der als Urgestein der kommerziellen Bluegrass-Musik gilt. Weitere stilbildende Musiker des Bluegrass der Gründerjahre waren der Banjospieler Don Reno, The Stanley Brothers, Bobby und Sonny Osborne, Jim und Jesse McReynolds und Bands wie Hylo Brown and The Timberliners. Aus dem Bluegrass entwickelte sich in den 1960er Jahren der Newgrass, der auch moderne Stilelemente übernahm und mit der Gruppe New Grass Revival während der 1980er Jahre Furore machte. Vertreter des heutigen Bluegrass sind beispielsweise Alison Krauss, Sam Bush, Tim O’Brien, Ricky Skaggs, Rhonda Vincent und Del McCoury. Bluegrass ist in den USA nach wie vor sehr populär und auch kommerziell erfolgreich. Bluegrass-Motive sind in der modernen Country-Musik allgegenwärtig, ein typisches Beispiel hierfür sind die älteren Werke der Dixie Chicks.
Honky TonkDer Honky Tonk entstand in den Clubs und Dance Halls rund um die texanischen Ölfelder, den sogenannten Honky-Tonk-Bars. Dort war es vielerorts so laut, dass die Instrumente elektrisch verstärkt werden mussten und ein Schlagzeug unverzichtbar war. Gespielt werden meist einfache und langsame 2/4-Takte, die durch ein spezielles Timing den typischen Groove bekommen. Die Texte befassen sich mit Alltagsproblemen und sind ungekünstelt und direkt. Sie haben mit den folkloristischen und heimatverbundenen Inhalten der traditionellen Country-Musik nur wenig gemein. Später wurde die Honky-Tonk-Musik zum Inbegriff der Stimmungsmusik der Südstaaten, in der sich fast alles um „Bier, Weib und Gesang“ dreht.
Als Stilrichtung der neo-traditionellen Countrymusik ist der Honky Tonk noch von elementarer Bedeutung und exemplarisch für die Country-Musik in Texas und Oklahoma. Seine Prägung erhielt er beispielsweise durch Hank Williams Sr., Bob Wills und Merle Haggard. Instrumental ist er gekennzeichnet durch Fiddles, Honky-Tonk-Pianos und eine breite Palette von Gitarren (Elektrobässe, elektrische Slide- und Pedal-Steel-Gitarren, vereinzelt auch Dobros). Vertreten ist der Honky-Tonk-Stil bei nahezu allen Neo-Traditionalisten, zum Beispiel David Ball, David Lee Murphy, Jeff Carson, Mark Chesnutt, Tracy Byrd oder George Strait.
Nashville SoundAb Mitte der 1950er Jahre verlor die Country-Musik gegenüber dem Rock ’n’ Roll dramatisch an Boden. Einflussreiche Produzenten – allen voran Chet Atkins und Owen Bradley – begannen daraufhin, die ungeschliffene Musik zu glätten, um sie so einem breiteren Publikum zugänglich zu machen. Das Ergebnis war ein weicherer Sound, der oft durch Hintergrund-Chöre verstärkt wurde. Klassische Country-Instrumente wie Fiddle oder Pedal-Steel-Gitarre wurden nur noch selten eingesetzt. Während in den 1950er und 1960er Jahren noch die Traditionalisten vorherrschten, nahm Mitte der 1970er Jahre der Country-Pop überhand und verhalf dem Nashville-Sound zum Durchbruch. Viele Traditionalisten wie George Jones oder Loretta Lynn passten sich dem neuen Umfeld an. Andererseits schwenkten viele Künstler später auf den Neo-Traditionalisten-Boom ein, unter anderem Ricky Van Shelton, Steve Wariner, Dolly Parton und Kenny Rogers. Die Urban-Cowboy-Welle war geprägt von melodiösem Country-Pop im Nashville-Sound, Streicherkulisse und dem Einsatz von Synthesizern.
Western SwingDer Western Swing wurde in den 1930er Jahren von Bob Wills und Milton Brown entwickelt. Er besteht im Wesentlichen aus einer Verbindung von traditioneller texanischer Musik mit Elementen des Blues und verschiedener Spielarten des Jazz und wurde im Laufe seiner Entwicklung von weiteren Stilrichtungen beeinflusst. Sein charakteristisches Merkmal ist die Verbindung von eigentlich eher urbanen Big Bands bzw. ihres typischen Sounds und dem eher ländlichen Cowboy-Image. Auf diese Weise entstand eine lebhafte, tanzbare Musik, die insbesondere in den großen Dance Halls von Texas und Oklahoma populär war. Der Western Swing gehörte zu den bedeutendsten Stilrichtungen der Country-Musik, hat aber seit Ende der 1940er Jahre an Bedeutung verloren. Moderne Vertreter des Western Swing sind unter anderem Asleep at the Wheel, Prairie Oyster oder Hot Club Of Cowtown.
AmericanaUnter Americana versteht man vor allem sozialkritische, auf American-Folk-Motiven aufbauende Musik amerikanischer Liedermacher, die teilweise kommerzielle Erfolge verbuchen konnten. Anders als der im Nordwesten der USA noch stärker verwurzelte traditionelle Folk britisch-irischer Herkunft zeigt Americana starke Einflüsse der Rock- und Südstaatenmusik. Viele Künstler dieser Szene reihen sich selbst unter die Country-Sänger ein, manche veröffentlichten immer wieder reinrassige Country-Alben. Zu letzteren zählen unter anderem Emmylou Harris, Rodney Crowell, Mary Chapin Carpenter oder Kelly Willis. Typische Songwriter sind Nanci Griffith, Rosi Flores, Shawn Mullins, Delbert McClinton oder Joe Ely. Americana wird auch als Alternative Country oder Roots Rock bezeichnet.

### Regionale Stilrichtungen und Modeströmungen

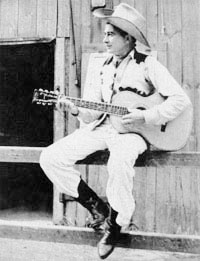
Tex Fletcher

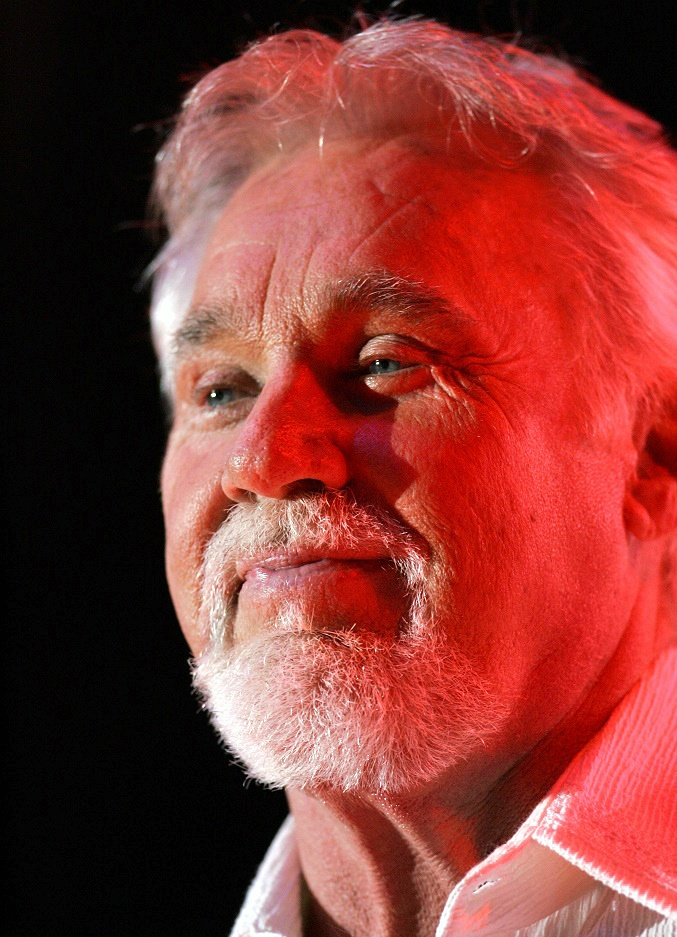
Kenny Rogers

Bakersfield SoundAnfang der 1960er Jahre entstand im kalifornischen Bakersfield eine an Rockabilly und Honky Tonk angelehnte Variante der Country-Musik, bei der erstmals elektrisch verstärkte Instrumente vorherrschten. Gegenüber dem weichen Nashville Sound klangen die Gitarren hart und höhenbetont. Die Arrangements waren einfacher. Geprägt wurde der Bakersfield Sound von Interpreten wie Buck Owens oder Merle Haggard und ab Mitte der 1980er Jahre von Dwight Yoakam.
Western MusicAls Cowboy- oder Western Music wird eine Musikrichtung bezeichnet, die – romantisch verklärt – die Eroberung des amerikanischen Westens und das Leben der Cowboys zum Inhalt hat. Sie hatte ihren Höhepunkt während der 1930er und 1940er Jahre; bekannte Vertreter waren Roy Rogers, Gene Autry, Tex Ritter, Tex Fletcher und die The Sons of the Pioneers. Typisch für die Western Music ist neben Gitarre und Fiddle das Akkordeon, daneben oft mehrstimmiger Harmoniegesang. In der Cowboymusik werden die Weite der Landschaft und der Alltag in der Prärie, insbesondere die Bindung an die Pferde besungen. Die melodiösen, oft schmachtenden Balladen färbten stilistisch stark auf den Western Swing ab.
Eine Spezialität der Cowboy-Musik ist das „Blue Yodeling“, eine amerikanische Variante des Jodelns. Einige der bedeutendsten zeitgenössischen Interpreten sind Michael Martin Murphey, Riders in the Sky oder Sons of the San Joaquin. Die Western Music hat zu allen Epochen auch auf andere Stilrichtungen abgefärbt: So war etwa die Musik von Interpreten wie Jimmie Rodgers und später Marty Robbins teilweise stark von der Cowboy-Musik inspiriert. Das Image der Country-Musik wurde wesentlich von der Western Music geprägt: selbst Vertreter der New-Country-Generation, die inhaltlich wenig mit dem Thema zu tun haben, treten im Cowboy-Outfit auf.
Neo-TraditionalismusDer Neo-Traditionalismus entstand Mitte der 1980er Jahre als Antwort auf den durch Popeinflüsse bewirkten Identitätsverlust der Country-Musik. Eine kleine Gruppe von Interpreten um George Strait, Randy Travis, Clint Black, Keith Whitley, John Anderson und Ricky Skaggs veröffentlichte Alben mit traditionsorientierter Musik und löste damit einen Trend aus, der bis Ende der 1990er Jahre anhielt und über lange Jahre die Charts dominierte. In den 1990er Jahren erfolgreiche Star-Interpreten wie Garth Brooks, Alan Jackson oder Tracy Lawrence sind typische Vertreter des New Traditionalist Movement, die traditionelle Country-Musik modern aufbereiteten und mit Rock- und Blues-Elementen anreicherten.
Nach einer sehr weiblich geprägten Pop-Strömung um die Jahrtausendwende sind die Neo-Traditionalisten allgemein wieder stark in den Charts vertreten, beispielsweise mit den Dixie Chicks, die sich seit 2006 allerdings mehr dem Rock-Pop-Bereich zugewendet haben, Toby Keith, Josh Turner, Billy Currington, Trace Adkins, Dierks Bentley und Brooks & Dunn. Die Neo-Traditionalisten sind stark von der Musik der Südstaaten wie Texas Music, Honky-Tonk, Western Swing, Southern Rock aber auch Bluegrass geprägt.

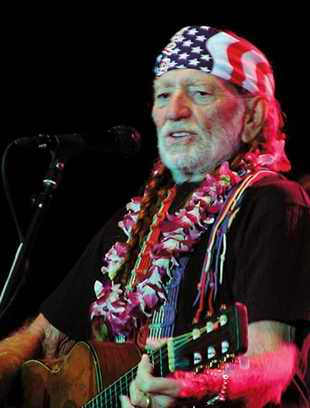
Willie Nelson

OutlawSeit Anfang der 1960er Jahre hatten in Nashville die Produzenten mehr und mehr an Macht gewonnen. Die eigentlichen Interpreten hatten kaum noch Einfluss auf die musikalische Gestaltung und Songauswahl. Einige Stars, allen voran Waylon Jennings, Willie Nelson, Johnny Cash und Kris Kristofferson – auch als The Highwaymen bekannt –, begannen daraufhin, ihre Platten selbst zu produzieren. Es schlossen sich immer mehr Musiker an, und die Outlaw-Bewegung beherrschte die Szene.
Seit den 1980er Jahren überwiegen kantig-rockige Titel, eigenwillige Texte und nicht selten raue Stimmen. Typische Vertreter sind Hank Williams, Jr., David Allan Coe, Steve Earle und Charlie Daniels. Sie alle gelten als die Pioniere des modernen Country-Rock und werden der traditionsverhafteten Southern-Rock-Szene zugerechnet, die im Vorfeld der Country-Musik nahe an den Wurzeln der Rockmusik angesiedelt ist (Roots Rock, Traditional Blues und Rock ’n’ Roll) und in der Bands wie Lynyrd Skynyrd oder Interpreten wie John Fogerty musizieren.
RockabillyRockabilly war die erste rein weiße Spielart des Rock ’n’ Roll und entstand, als junge weiße Musiker den schwarzen Rhythm & Blues interpretierten und mit Country-Elementen vermischten. Der Boom dieser Musik beschränkte sich auf die amerikanischen Südstaaten und auf die Zeit etwa zwischen 1954 und 1957. Merkmale sind sparsame Besetzung mit Kontrabass, der perkussiv gespielt wird, elektrische Leadgitarre und nervöser „Schluckaufgesang“. Häufig wird ein Bandecho verwendet, was dem Rockabilly einen „blubbernden Groove“ verleiht. Typische Vertreter dieser Stilrichtung waren neben dem frühen Elvis Presley auch Carl Perkins, Eddie Cochran und Gene Vincent.
Country-RockDer Country-Rock verbindet die oben genannten Musikgattungen des Outlaw und Southern Rock mit Rockabilly und traditionellem Blues. Vom reinen Roots Rock unterscheidet ihn nur die musikalische Aufbereitung wie glatter Sound, eingängige Rhythmen und Einbindung typischer Country-Instrumente wie Fiddles und Steel-Guitars neben diversen E-Gitarren. Stark behaupten konnte sich der Rock in der modernen Line-Dance-Szene, die in innigem Austausch mit dem Country-Mainstream steht; auch der neotraditionelle Honky Tonk wurde teilweise vom Country-Rock beeinflusst. Bekannte Interpreten sind beispielsweise Alabama, Linda Ronstadt oder The Byrds.
Die moderne Country-Musik (New Country) der Hitparaden ist teilweise stark mit Rockelementen angereichert. Beispiele hierfür sind Keith Urban, Brooks & Dunn oder Lonestar. Im Umkreis des Country-Rocks bewegen sich neben den bereits unter Outlaw und Rockabilly erwähnten Interpreten Bands wie die Eagles oder die stark vom Southern Rock beeinflusste Nitty Gritty Dirt Band.
Vertreter des gesetzteren Country-Blues sind Travis Tritt, Lee Roy Parnell und Wynonna Judd, die aus dem Countryduo The Judds hervorging.
Tex-MexIn den USA verbreitet im Südwesten und in Texas. Wird auch als Norteño oder Tejano bezeichnet. Die Bands benutzen hauptsächlich dreireihige Akkordeons und „Bajo-Sextos“, wie der 6-saitige Bass bezeichnet wird. In den USA gibt es eine Reihe bekannter Tex-Mex-Stars wie Freddy Fender, Flaco Jiménez und dessen Bruder, Santiago Jiménez, Janie C. Ramírez und viele andere, vorwiegend Gruppen, die als Conjuntos bezeichnet werden. Die Musik besteht vorwiegend aus Balladen, Polkas, Boleros und Rancheras. Aus dem Tex-Mex-Umfeld stammen auch einige bekannte Neo-Traditionalisten, wie etwa Rick Trevino, Johnny Rodriguez oder der in beiden Welten beheimatete Emilio Navaira sowie Rockbands wie das Sir Douglas Quintet.
Cajun-MusikDie von Harmonikas und Fiddeln geprägte Volksmusik der französischen Einwanderer im Südstaat Louisiana vermischte sich zunehmend mit der Country-Musik der umliegenden Staaten und wurde zu einer wegbereitenden Stilrichtung innerhalb der traditionellen Country-Musik. Bekannte Vertreter sind Jimmy C. Newman, Jo-El Sonnier und die Frauenband Evangeline. Der Country-Sänger Eddy Raven nahm viele Songs im Cajun-Sound auf, mehrere Country-Hits der 1990er Jahre sind im Cajun-Stil gehalten, beispielsweise Callin' Baton Rouge von Garth Brooks oder Down at the Twist and Shout von Mary Chapin Carpenter.
Country-GospelEr gehört zu den ältesten Stilrichtungen der Country-Musik. Charakteristische Merkmale sind die religiösen Inhalte und die einfach gehaltenen Arrangements. Den aus dem schwarzen Gospel bekannten Chorgesang gibt es in der Country-Variante nicht. Stattdessen wird häufig ein mehrstimmiger Satzgesang verwendet, der oft durch einen tiefen und prägnanten Bass ergänzt wird. Typische Vertreter sind die Statler Brothers und die Oak Ridge Boys.
Country-PopDiese Stilrichtung ist eine „weiche“, an Popmusik orientierte Seite der Country-Musik, die je nach Mode mehr oder weniger in den Vordergrund tritt. Beispiele sind unter anderem der Nashville Sound, der Ende der 1950er bis weit in die 1960er die kommerzielle Country-Musik-Produktion bestimmte. In den 1970er Jahren wurden Country-Songs immer stärker in den Pop-Charts gespielt (Dolly Parton oder John Denver) oder Popmusiker nahmen Country-Songs auf.
Diese Tradition wurde in den 1980er Jahren fortgeführt; Beispiele hierfür sind Kenny Rogers, Don Williams, Conway Twitty, Crystal Gayle, Janie Fricke, Lee Greenwood oder Ronnie Milsap. Einige weibliche Interpreten, die während der 1990er Jahre stark vom Neo-Traditionalismus geprägt waren, wandten sich später verstärkt wieder dem Country- aber auch dem Mainstream-Pop zu (Shania Twain, Faith Hill, LeAnn Rimes).
Neo-Traditionalisten wie Tim McGraw, Kenny Chesney, Collin Raye oder Trisha Yearwood versuchten sich zeitweise im Country-Pop, mit dem die führenden Plattenfirmen um das Jahr 2000 im Rahmen einer finanziell bedingten Crossover-Strategie auch die amerikanischen Pop-Stationen mitbedienen wollten. Mit Ausnahme weniger Erfolge, insbesondere Taylor Swift in ihrer Country-Epoche 2006 bis 2012, scheiterte die Strategie jedoch an den Hörgewohnheiten des Publikums, die meisten Künstler kehrten in ihr Genre zurück. Die Country-Charts teilen sich in traditionelle und eher poporientierte Interpreten.

## Die einzelnen Jahrgänge der Country-Musik
- 1920er Jahre: vor 1923 – 1923 – 1924 – 1925 – 1927 – 1928 – 1929
- 1930er Jahre: 1930 – 1931 – 1931 – 1932 – 1933 – 1934 – 1935 – 1937 – 1938 – 1939
- 1940er Jahre: 1940 – 1941 – 1941 – 1942 – 1943 – 1944 – 1945 – 1947 – 1948 – 1949
- 1950er Jahre: 1950 – 1951 – 1952 – 1953 – 1954 – 1955 – 1956 – 1957 – 1958 – 1959
- 1960er Jahre: 1960 – 1961 – 1962 – 1963 – 1964 – 1965 – 1966 – 1967 – 1968 – 1969
- 1970er Jahre: 1970 – 1971 – 1972 – 1973 – 1974 – 1975 – 1976 – 1977 – 1978 – 1979
- 1980er Jahre: 1980 – 1981 – 1982 – 1983 – 1984 – 1985 – 1986 – 1987 – 1988 – 1989
- 1990er Jahre: 1990 – 1991 – 1992 – 1993 – 1994 – 1995 – 1996 – 1997 – 1998 – 1999
- 2000er Jahre: 2000 – 2001 – 2002 – 2003 – 2004 – 2005 – 2006 – 2007 – 2008 – 2009
- 2010er Jahre: 2010 – 2011 – 2012 – 2013 – 2014 – 2015 – 2016 – 2017 – 2018 – 2019
- 2020er Jahre: 2020 – 2021 – 2022 – 2023 – 2024 – 2025

## Die Musikindustrie
Die Kommerzialisierung der Country-Musik begann schon Anfang der 1920er Jahre, als erstmals Aufnahmen von ländlicher Musik auf Schallplatten gepresst wurden und das neue Medium Radio für eine landesweite Verbreitung sorgte. Die Country-Musik ist zu einem Multimilliarden-Dollar-Geschäft geworden, das von einer unüberschaubaren Zahl von Schallplattenfirmen, Musikverlagen, Radio- und Fernsehstationen, Interessenverbänden und Institutionen getragen wird. Obwohl es immer wieder Phasen ungehemmter Vermarktung gab, hat sich die Country-Musik niemals wirklich von ihren traditionellen Ursprüngen entfernt.

### Institutionen
- Academy of Country Music (ACM)
- Country Music Association (CMA)
- Country Music Foundation (CMF)
- Country Music Hall of Fame
- Association of Country Entertainers (ACE)
- Atlanta Country Music Hall of Fame
- America’s Old Time Country Music Hall of Fame

### Schallplatten-Labels
Okeh Records – Bear Family Records – Bloodshot Records – Rounder Records -Starday

### Musikverlage
Acuff-Rose – Cedarwood Music – Tree Publishing

### Manager und Produzenten
Jimmy Bowen – Owen Bradley – Jack Clement – Paul Cohen – Jim Denny – George D. Hay – Ken Nelson – Ralph Peer – Sam Phillips – Fred Rose – Wesley Rose – Billy Sherrill – Jack Stapp

### Auszeichnungen
- ACM Awards
- Billboard Music Awards
- CMA Awards
- Country Music Hall of Fame
- NARAS Lifetime Achievement Award
- Nashville Songwriters Hall of Fame
- TNN Awards

### Radio- und Fernsehshows

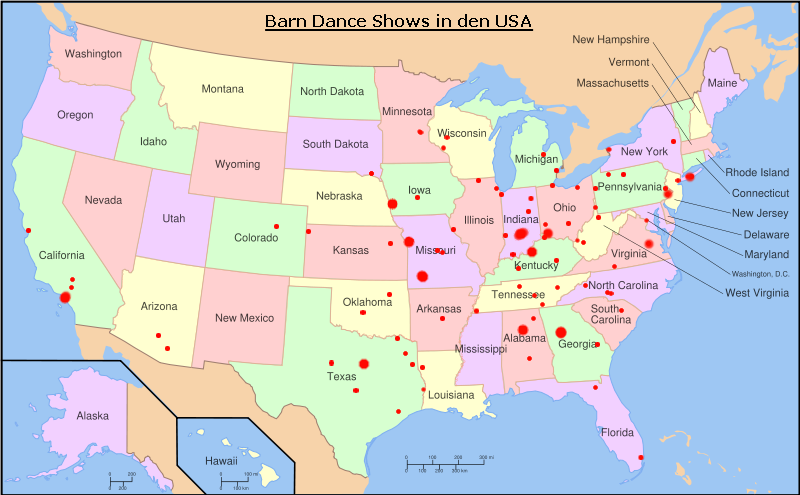
Verteilung der Country-Shows in den USA

- Grand Ole Opry
- Hee Haw
- Louisiana Hayride
- National Barn Dance
- Ozark Jubilee
- Midwestern Hayride
- WWVA Jamboree
- Town Hall Party
- Big D Jamboree

### Charts und Hitparaden
Es existieren mehr als zehn verschiedene Country-Hitparaden, von denen aber nur zwei von Bedeutung sind:
- Billboard: Hot Country Songs beziehungsweise Top Country Albums
- Radio & Records: Country National Airplay

## Deutschsprachige Country-Szene
Nach Ende des Zweiten Weltkriegs entstand in Mitteleuropa eine eigenständige Country-Szene. Radiomoderatoren, Buchautoren, Konzertveranstalter und Verleger von Fanmagazinen setzten sich für die Verbreitung der Country-Musik im deutschsprachigen Raum ein. Beispielhaft seien Walter Fuchs, Thomas Jeier, Kai Ulatowski, Kai Niebergall, Hauke Strübing, Richard Weize oder Manfred Vogel genannt.
Seit Mitte der 1970er Jahre wird Country-Musik von einer Reihe von Künstlern in deutscher Sprache interpretiert. Diese Stilrichtung wird durch die Fernfahrer- und Western-Hobbyisten-Szene beeinflusst und auch als Country-Schlager bezeichnet. Bekannte Interpreten sind unter anderem Tom Astor, Linda Feller, Truck Stop, Gunter Gabriel, Western Union, Gudrun Lange und Kactus sowie Jonny Hill.